# The Fool Circle
The Fool Circle (рус. Дурацкий круг) — двенадцатый студийный альбом шотландской рок-группы Nazareth, выпущенный в 1981 году на лейбле A&M Records.

## История
Заключив контракт с NEMS, группа записала альбом The Fool Circle, выпущенный в 1981 году.
В него вошла композиция «Cocaine» (концертная кавер-версия песни Джей Джей Кейла).
Музыка Nazareth теперь представляла собой смешение рока, регги и блюза, тексты песен были пронизаны социальной и политической тематикой. В интервью басист Пит Эгнью так прокомментировал смену направления: «Fool Circle был ближе всего к созданию концептуального альбома, мы пытались добавить немного юмора в довольно тяжелую тему. Я думаю, тот факт, что мы записали его на острове Монтсеррат, может объяснить, почему в нем проглядывает крошечная толика регги». Дэн Маккаферти: «Наш первый шутливый замах на политику. По-моему, сработало. Боже, храни эту Землю и благослови „чёткого“ парня Джона Локка!»
Альбом не поднялся в хит-параде Великобритании выше 60-го места.

## Список композиций
1. «Dressed to Kill» (Agnew, McCafferty) — 3:30
2. «Another Year» (Charlton) — 3:28
3. «Moonlight Eyes» (McCafferty) — 3:33
4. «Pop the Silo» (Agnew, McCafferty) — 3:18
5. «Let Me Be Your Leader» (Charlton) — 3:49
6. «We Are the People» (Agnew, McCafferty) — 3:33
7. «Every Young Mans Dream» (Sweet) — 3:16
8. «Little Part of You» (Charlton) — 3:28
9. «Cocaine» (J.J. Cale) — 4:34
10. «Victoria» (Sweet) — 3:19

Бонус-треки
1. «Every Young Man’s Dream» (Sweet)
2. «Big Boy» (Cleminson)
3. «Juicy Lucy» (Agnew, Charlton, McCafferty, Sweet)
4. «Morning Dew» (Dobson, Rose)

## Участники записи
- Дэн Маккаферти — вокал
- Дэрел Свит — ударные
- Пит Эгнью — бас-гитара, пианино
- Билли Рэнкин — гитара
- Мэнуэль Чарлтон — гитара
- Джон Локк — клавишные

## Позиции в хит-парадах
| Чарт (1981)                      | Позиция |
| -------------------------------- | ------- |
| Канада (RPM Top Albums/CDs)      | 31      |
| Норвегия (VG-lista)              | 29      |
| Швеция (Sverigetopplistan)       | 33      |
| Великобритания (UK Albums Chart) | 60      |
| США (Billboard 200)              | 70      |